# Liste der Bodendenkmäler in Gaimersheim
Auf dieser Seite sind die Bodendenkmäler in dem oberbayerischen Markt Gaimersheim zusammengestellt. Diese Tabelle ist eine Teilliste der Liste der Bodendenkmäler in Bayern. Grundlage ist die Bayerische Denkmalliste, die auf Basis des Bayerischen Denkmalschutzgesetzes vom 1. Oktober 1973 erstmals erstellt wurde und seither durch das Bayerische Landesamt für Denkmalpflege geführt wird. Die folgenden Angaben ersetzen nicht die rechtsverbindliche Auskunft der Denkmalschutzbehörde.

## Bodendenkmäler in Gaimersheim
| Lage                            | Objekt | Akten-Nr.     | Bild |
| ------------------------------- | --- | ------------- | ---- |
| Gaimersheim (Standort)          | Freilandstation des Mittelpaläolithikums, Siedlung des Neolithikums, der Bronze-, Urnenfelder-, Hallstatt- und Latènezeit sowie der römischen Kaiserzeit.                                                                                     | D-1-7134-0112 |      |
| Gaimersheim (Standort)          | Siedlung des Mittelneolithikums, der Bronze-, Urnenfelder-, Hallstatt- und Latènezeit sowie der römischen Kaiserzeit oder des Mittelalters.                                                                                                   | D-1-7134-0122 |      |
| Gaimersheim (Standort)          | Mittelalterliche und frühneuzeitliche Befunde im Bereich der Marktsiedlung von Gaimersheim. | D-1-7134-0169 |      |
| Gaimersheim (Standort)          | Siedlung der Hallstattzeit sowie mittelalterliche und frühneuzeitliche Befunde im Bereich der Kath. Pfarrkirche Mariä Himmelfahrt in Gaimersheim.                                                                                             | D-1-7134-0170 |      |
| Gaimersheim (Standort)          | Mittelalterliche und frühneuzeitliche Befunde im Bereich der Kath. Friedhofskirche St. Nikolaus von Gaimersheim mit ehem. Pestfriedhof. | D-1-7134-0171 |      |
| Gaimersheim (Standort)          | Richtstätte und Körpergräber des Mittelalters und der frühen Neuzeit. | D-1-7134-0176 |      |
| Gaimersheim (Standort)          | Straße der römischen Kaiserzeit. | D-1-7134-0177 |      |
| Gaimersheim (Standort)          | Befestigung der späten Neuzeit (Teil der Landesfestung Ingolstadt Fort von der Tann). | D-1-7134-0179 |      |
| Gaimersheim (Standort)          | Villa rustica der römischen Kaiserzeit. | D-1-7134-0180 |      |
| Gaimersheim (Standort)          | Körpergräber des frühen Mittelalters. | D-1-7134-0183 |      |
| Gaimersheim (Standort)          | Siedlung der Urnenfelderzeit, Villa rustica der römischen Kaiserzeit. | D-1-7134-0184 |      |
| Gaimersheim (Standort)          | Siedlung des Neolithikums, der Urnenfelder- und Hallstattzeit. | D-1-7134-0186 |      |
| Gaimersheim (Standort)          | Körpergräber der Schnurkeramik, Siedlung der Latènezeit und der römischen Kaiserzeit. | D-1-7134-0187 |      |
| Gaimersheim (Standort)          | Körpergräber vor- und frühgeschichtlicher Zeitstellung. | D-1-7134-0191 |      |
| Gaimersheim (Standort)          | Siedlung der Hallstattzeit. | D-1-7134-0192 |      |
| Gaimersheim (Standort)          | Siedlung des Mittelneolithikums. | D-1-7134-0194 |      |
| Gaimersheim (Standort)          | Siedlung der Urnenfelderzeit. | D-1-7134-0197 |      |
| Gaimersheim (Standort)          | Siedlung und Grabenwerk vor- und frühgeschichtlicher Zeitstellung. | D-1-7134-0200 |      |
| Gaimersheim (Standort)          | Siedlung und Grabenwerk vor- und frühgeschichtlicher Zeitstellung. | D-1-7134-0202 |      |
| Gaimersheim (Standort)          | Siedlung vor- und frühgeschichtlicher Zeitstellung. | D-1-7134-0204 |      |
| Gaimersheim (Standort)          | Siedlung des Neolithikums und der Hallstattzeit. | D-1-7134-0217 |      |
| Gaimersheim (Standort)          | Siedlung vor- und frühgeschichtlicher Zeitstellung. | D-1-7134-0218 |      |
| Gaimersheim (Standort)          | Siedlung vor- und frühgeschichtlicher Zeitstellung. | D-1-7134-0219 |      |
| Gaimersheim (Standort)          | Siedlung der Bronze- und der Latènezeit, mittelalterliche Hofwüstung. | D-1-7134-0220 |      |
| Gaimersheim (Standort)          | Siedlung des Neolithikums. | D-1-7134-0222 |      |
| Gaimersheim (Standort)          | Siedlung vor- und frühgeschichtlicher Zeitstellung. | D-1-7134-0229 |      |
| Gaimersheim (Standort)          | Siedlung vor- und frühgeschichtlicher Zeitstellung. | D-1-7134-0230 |      |
| Gaimersheim (Standort)          | Siedlung vor- und frühgeschichtlicher Zeitstellung. | D-1-7134-0231 |      |
| Gaimersheim (Standort)          | Mittelalterliche und frühneuzeitliche Befunde im Bereich der Kath. Filialkirche St. Georg in Lippertshofen und ihrer Vorgängerbauten. | D-1-7134-0234 |      |
| Gaimersheim (Standort)          | Grabenwerk vor- und frühgeschichtlicher Zeitstellung. | D-1-7134-0237 |      |
| Gaimersheim (Standort)          | Siedlung vor- und frühgeschichtlicher Zeitstellung. | D-1-7134-0240 |      |
| Gaimersheim (Standort)          | Siedlung vor- und frühgeschichtlicher Zeitstellung. | D-1-7134-0241 |      |
| Gaimersheim (Standort)          | Grabenwerk vor- und frühgeschichtlicher Zeitstellung. | D-1-7134-0242 |      |
| Gaimersheim (Standort)          | Siedlung vor- und frühgeschichtlicher Zeitstellung. | D-1-7134-0246 |      |
| Gaimersheim (Standort)          | Siedlung vor- und frühgeschichtlicher Zeitstellung. | D-1-7134-0247 |      |
| Gaimersheim (Standort)          | Siedlung vor- und frühgeschichtlicher Zeitstellung. | D-1-7134-0249 |      |
| Eitensheim (Standort)           | Siedlung des Neolithikums und der Bronzezeit, Siedlung und Grabenwerk der späten Hallstatt- und frühen Latènezeit, Gräber vor- und frühgeschichtlicher Zeitstellung.                                                                          | D-1-7134-0264 |      |
| Gaimersheim (Standort)          | Körpergräber der Schnurkeramik, Siedlung des Neolithikums, der Urnenfelder-, Späthallstatt- und Frühlatènezeit, Teilabschnitt der kurbayerischen Landesdefensionslinie.                                                                       | D-1-7134-0265 |      |
| Gaimersheim (Standort)          | Freilandstation des Mittelpaläolithikums, Siedlung des Alt- und Mittelneolithikums, der Urnenfelder- und Hallstattzeit, Grabenwerk vor- und frühgeschichtlicher Zeitstellung, römische Villa rustica, Wüstung des Hoch- und Spätmittelalters. | D-1-7134-0266 |      |
| Gaimersheim (Standort)          | Siedlung des Neolithikums, der späten Bronzezeit, der Urnenfelder- und der Hallstattzeit, Grabenwerk und Grabhügel vor- und frühgeschichtlicher Zeitstellung.                                                                                 | D-1-7134-0267 |      |
| Gaimersheim (Standort)          | Siedlung vor- und frühgeschichtlicher Zeitstellung. | D-1-7134-0268 |      |
| Gaimersheim (Standort)          | Brandgräber und Siedlung der Urnenfelderzeit. | D-1-7134-0395 |      |
| Gaimersheim (Standort)          | Siedlung der Urnenfelder- und Hallstattzeit. | D-1-7134-0403 |      |
| Gaimersheim (Standort)          | Spätmittelalterliche und frühneuzeitliche Marktbefestigung von Gaimersheim. | D-1-7134-0418 |      |
| Buxheim (Oberbayern) (Standort) | Gräber der Frühbronzezeit, Grabhügel der Hallstattzeit, Siedlung der Bronze-, Urnenfelder- und Hallstattzeit. | D-1-7233-0400 |      |
| Gaimersheim (Standort)          | Befestigung der späten Neuzeit (Teil der Landesfestung Ingolstadt Zwischenwerk Friedrichshofen). | D-1-7234-0404 |      |
| Gaimersheim (Standort)          | Siedlung des Mittelneolithikums, der Bronze-, Urnenfelder- und Hallstattzeit, Grabenwerk vorgeschichtlicher Zeitstellung. | D-1-7234-0422 |      |
| Gaimersheim (Standort)          | Siedlung des Mittelneolithikums. | D-1-7234-0429 |      |
| Gaimersheim (Standort)          | Linienverschanzung der frühen Neuzeit. | D-1-7234-0509 |      |
| Gaimersheim (Standort)          | Grabhügel vorgeschichtlicher Zeitstellung. | D-1-7234-0510 |      |
| Gaimersheim (Standort)          | Hofwüstung des späten Mittelalters. | D-1-7234-0512 |      |
| Gaimersheim (Standort)          | Siedlung und Grabhügel vorgeschichtlicher Zeitstellung. | D-1-7234-0514 |      |
| Gaimersheim (Standort)          | Grabenwerk und Siedlung vor- und frühgeschichtlicher Zeitstellung. | D-1-7234-0517 |      |
| Gaimersheim (Standort)          | Grabenwerk vor- und frühgeschichtlicher Zeitstellung. | D-1-7234-0520 |      |
| Gaimersheim (Standort)          | Siedlung des Mittelneolithikums. | D-1-7234-0655 |      |
| Gaimersheim (Standort)          | Siedlung vor- und frühgeschichtlicher Zeitstellung. | D-1-7234-0656 |      |
| Gaimersheim (Standort)          | Siedlung des Neolithikums, der frühen Bronze- und Hallstattzeit. | D-1-7234-0658 |      |
| Gaimersheim (Standort)          | Siedlung vor- und frühgeschichtlicher Zeitstellung. | D-1-7234-0857 |      |
| Gaimersheim (Standort)          | Siedlung des hohen Mittelalters. | D-1-7234-0858 |      |
| Gaimersheim (Standort)          | Siedlung des Neolithikums. | D-1-7234-0859 |      |
| Gaimersheim (Standort)          | Siedlung vor- und frühgeschichtlicher Zeitstellung. | D-1-7234-0860 |      |
| Gaimersheim (Standort)          | Siedlung vor- und frühgeschichtlicher Zeitstellung. | D-1-7234-0861 |      |
| Gaimersheim (Standort)          | Siedlung vor- und frühgeschichtlicher Zeitstellung. | D-1-7234-0862 |      |
| Gaimersheim (Standort)          | Siedlung vorgeschichtlicher Zeitstellung. | D-1-7234-0891 |      |
| Gaimersheim (Standort)          | Befestigung der späten Neuzeit (Teil der Landesfestung Ingolstadt Infanterie-Untertreteraum). | D-1-7234-0913 |      |